# Linia kolejowa nr 768
Łącznica kolejowa nr 768 – nieistniejąca linia kolejowa, która rozpoczynała swój bieg na posterunku odgałęźnym Gotartów na linii kolejowej nr 272 Kluczbork – Poznań Główny i kończyła się na posterunku odgałęźnym Ligota Dolna na linii kolejowej nr 767 Kuniów – Smardy. Była to zelektryfikowana linia dwutorowa o szerokości torów 1435 mm.
Obecnie linia jest nieczynna, a tory jej zostały zdemontowane. Łącznica ta wraz z łącznicą nr 767 tworzyła kolejową obwodnicę Kluczborka.

## Historia linii
- 1 stycznia 1984 roku – otwarcie linii,
- 1 stycznia 1985 roku – elektryfikacja linii,
- 1 stycznia 1999 roku – zamknięcie linii dla ruchu towarowego,
- 1 stycznia 2000 roku – likwidacja trakcji elektrycznej,
- 1 stycznia 2003 roku – częściowa rozbiórka linii,
- 1 lutego 2007 roku – początek całkowitej rozbiórki linii.